# Al-Mutanabbi
Abu at-Tayyib Ahmad ibn al-Husayn al-Mutanabbi (Arabă: أبو الطيب أح ) este unul dintre marii poeți ai lumii arabe. Acesta s-a născut în orașul Kufa din Irak și a trăit între 915-23 septembrie 965.

## Copilărie și familie
Familia poetului provenea dintr-un trib din sudul Arabiei. Această origine yemenită a fost un motiv de mândrie pentru al-Mutanabbi, punctând totodată zona de proveniență a predecesorilor săi Abu Tammam (d. 845 d.Hr) și al-Buhturi (d. 897 d.Hr.). Al-Mutanabbi chiar a menționat că yemeniții posedă un talent înnăscut și unic pentru poezie. Referitor la mama poetului, sunt cunoscute puține lucruri. Aceasta a murit când al-Mutanabbi era mic, bunica fiind cea care l-a crescut. Familia poetului era săracă. Alegațiile cu privire la faptul că tatăl său se ocupa cu transportul apei par a fi plauzibile având în vedere faptul că acesta locuia în Kufa într-o zonă populată de țesători și transportatori de apă. Cu toate că familia sa avea o condiție materială modestă, al-Mutanabbi a urmat cursurile unei școli șiite patronată de cele mai bune familii din Kufa
Al-Mutanabbi se distingea încă din copilărie printr-o atitudine studioasă și o memorie extraordinară. Acesta obișnuia să memoreze diferite texte – nu doar poezii – capacitate ce era foarte apreciată la momentul respectiv. Spre exemplu, odată în timp ce se afla într-o librărie o persoană a intrat înăuntru cu scopul de a vinde un tratat de filologie. În timp ce acesta negocia prețul cărții, Al-Mutanabbi a memorat tratatul de 30 de pagini. Impresionat de capacitatea lui al-Mutanabbi de memorare, vânzătorul i-a oferit acestuia cartea gratis.
Când Al-Mutanabbi avea vârsta de 10 ani, familia sa a părăsit Kufa și s-a mutat în tribul Banu Kalb în regiunea Samawah, în deșertul sirian. Pentru Al-Mutanabbi, cei doi ani petrecuți în deșert, alături de beduini au reprezentat o etapă importantă în dezvoltarea sa ulterioară, beduinii fiind considerați a fi vorbitorii celei mai pure limbi arabe. La întoarcerea sa la Kufa, al-Mutanabbi a devenit apropiat de Abu”l-Fadl, cel care l-a pus în contact cu filosofia elenă.

## Începuturile poetice
În 929, la vârsta de 14 ani, al-Mutanabbi însoțit de tatăl său pleacă din Kufa spre capitala abbasidă Bagdad, lăsând în urmă pe bunica sa pe care nu o va mai vedea niciodată. Din Bagdad, Al-Mutanabbi s-a mutat în pentru doi ani în Siria, unde era mult mai bine pentru viitorul poet. În Latakia, unde s-a aflat sub patronajul familiei Tanukhis – o ilustră familie de literați, judecători și transmițători ai mesajelor profetice – al-Mutanabbi a compus mai multe poeme prin intermediul cărora își exprimă mândria de a avea origini în sudul Arabiei. În această perioadă, creațiile lui Al-Mutanabbi relevă pe de o parte capacitatea sa poetică extraordinară și pe de altă parte, personalitatea sa complexă. În poeziile sale ideile reprezintă o formă de exprimare a propriilor convingeri; acesta nu este de acord spre exemplu cu guvernarea arabilor de către non-arabi. Referitor la aceasta, Al-Mutanabbi menționează într-un poem, adresat protectorului său – Ali ibn Ibrahim al-Tanukhi că ”oamenii sunt judecați în funcție de regii lor/ cei non-arabi conduși de regi non-arabi nu vor prospera niciodată”.

## Perioada siriană
Arogant și frustrat de indiferența lumii față de operele sale, Mutanabbi a apelat la soluția violenței pentru a obține puterea și bogăția pe care le urmărea cu mare interes. Numele său, al-Mutanabbi (însemnând “cel care ar fi profet”) a fost rezultatul insurecției pe care a condus-o în regiunea siriană Samawa în anul 933. Revoluția de origine Quarmatiană i-a adus poetului 2 ani de detenție între anii 934-936 pentru erezie. Ulterior acestei pedepse, artistul a susținut că nu a afirmat niciodată faptul că ar fi profet ci pur și simplu unul din versurile sale făceau trimtiere la profetul pre-Islamic Saleh, menționat și în Coran.  
În prima parte a carierei sale, Mutanabbi a muncit atât în Bagdad cât și pe teritoriul Siriei ca și creator de panegirice pentru burghezi sau lideri ai triburilor Beduine. Toți cei pe care i-a elogiat în primă fază au fost doar precusori ai cooperării de aproximativ 9 ani pe care Mutanabbi a avut-o cu prințul hamdanid, Abu’l-Hasan ‘Ali ibn Abi’l-Hayja’ Sayf al-Dawla, perioadă considerată apogeul literar al poetului. 
Abordările sale privind poezia arabă tradițională i-au adus acuzații de plagiat, acuzații care îl vor urma pe întrega carieră. În pofida acestor acuzații, în  debutul său pe scena literară, operele lui Mutanabbi aveau o semnătură proprie, cu elemente caracterisice stilului său: utilizarea frecventă a antitezei, accent pe exprimarea concisă și atenția deosebită acordată muzicalității versurilor sale. Un exemplu elocvent sunt versurile 29 și 30 din poezia “poeților nelegiuiți” (sa’ahk):
„Oamenii știu cu siguranță că cel care a sădit-o

Cu viclenie, își va aduna recolta din [propriul] suflet.”
În versurile de mai sus, Mutanabbi vorbește despre o rană ușoară suferită de patronul său, slăbiciune a acestuia pe care o înfățișează de manieră pozitivă. Cele două versuri succed alte patru  în care este descrisă rana patronului său, iar prin întreaga construcție poetul reușește să condamne lașitatea și viclenia inamicului într-o singură frază.

## Perioada egipteană
În anul 957, Al-Mutanabbi a căzut victima dușmanilor și a propriei sale aroganțe fiind nevoit să părăsească curtea Hamdanidă. În lipsa altor opțiuni, a fost acceptat la curtea regentului Abu’l Misk Kafur din Egipt, persoană pe care o privea cu dispreț și o considera opusul patronului ideal.
În pofida climatului fertil din punct de vedere intelectual, Mutannabi se simțe jignit că trebuie să-l elogieze pe Kafur, care în ochii săi nu era altceva decât un fost sclav fără nici un fel de moștenire regalistă. În cei cinci ani petrecuți în Egipt, Mutunabbi s-a axat pe opere satirice vizând rasa, urâțenia și originile sclavagiste ale patronului său.
În această perioadă Mutanabbi deținea titlul de maestru în cadrul școlii de poezie și avea numeroase cercuri de admiratori care, sub îndrumarea sa, îi discutau, adnotau și prezervau operele. Unul dintre cei mai devotați studenți ai săi a fost filologul Abu’l-Fath ‘Uthman Ibn Jinni.
După mai mulți ani petrecuți în Egipt, Mutanabbi se deplasează în Persia, iar după scurt timp intenționează să revină la curtea celui pe care îl admira atât de mult, Sayf al Dawla. În drumul său spre prințul hamdanid, Mutanabbi este atacat și ucis împreună cu fiul său de către un lider beduin presupus a fi unchiul regentului Abu’l Misk Kafur (cel în fața căruia poetul a preferat satira în loc de elogii).

## Cariera literară și opera lui Al-Mutanabbi
Poezia arabă din timpul secolului al 10-lea a fost influențată decisiv de către perceptele Arabiei pre-islamice, principalele opere fiind scrise sub formă de qasida (odă).
Studiile asupra compoziților din poezia arabă clasică sunt destul de rare. În acest context, opera unui celebru poet precum al-Mutanabbi și un gen important precum madih sunt puțin cunoscute și înțelese ca modele de compoziție și fascicule tematice.
Apogeul carierei lui Mutanabbi a fost atins pe timpul cât își desfășura activitatea în opulentul palat al prințuluit Sayf al-Dawla. Operele poetului abasid din această perioadă exprimau muluțumirea și onoarea de a-l elogia pe cel pe care îl admira și îl considera un adevărat lider arab, un campion al Islamului în lupta cu Bizanțul. Admirația poetului pentru prințul său a marcat operele acestuia și în planul sentimentelor transmise, versurile sale fiind dominate de emoții de mare rezonanță la adresa familiei al-Dawla. Climatul oferit de Sayf al-Dawla i-a permis poetului să evolueze de la monotonia odelor clasice, atât de comune artiștilor neexperimentați, la opere care să cuprindă detalii semnificative și evenimente relevante.
În timp ce se afla la curtea emirului hamdanid Sayf al-Dawla, în perioada 948-957, acesta a compus numeroase panegirice în care elogia luptele anuale purtate între anii 950-956 împotriva bizantinilor și a conducătorului lor, intitulat ”domestikos”. 
Mutanabbi îl însoțea pe prinț în toate campaniile militare și consemna pentru posteritate în poemele sale cele mai importante victorii militare. Un celebru exemplu din această perioadă este oda referitoare la recucerirea orașului Hadath, ocupat de Bizantini. Poemul are o calitate epică deosebită, influență care se explică prin originile yemenite al autorului și fascinația acestuia pentru poezia “Amorium” scrisă de Abu Tammam (805-845):
„Încep cu numele Stăpânului Cerurilor

Risipitorul grijilor și problemelor

Repetăm pentru oricine este prezent

Povestea Turcilor și beduinilor

Joia a venit vestea că 

În noaptea de Duminică
 
Beduinii au venit la Damanhur,

Au capturat piața și au distrus orașul

Ibn Sallam, comandantul lor,

El este cel care i-a adunat pe toți

Apoi Aytamash a apărut de îndată

Cu mameluci și mercenari cerkezi. ”— Roger Allen & D. S. Richards, 2006.
Poezia lui Motunabbi din această perioadă ilustreză abilitatea acestuia de a întinde limitele poeziei convenționale, transformând începuturile clasice ale operelor în veritabile versificări filosofice sau lirice despre viață și paradoxurile acesteia, emoții și simțiri personale. Poezia lui Motunabbi a inspirat pe succesorii săi iar operele sale au devenit lucrări de referință pentru cultura populară arabă. Deși panegericele erau principala sa preocupare, în special datorită trendului contemporan, Motunabbi a depășit limitele vremii sale compunând și poeme cu iz epic (despre vânătoare) sau liric (descrieri ale naturii).  Multe din versurile sale gnomice, rezultatul construcțiilor simetrice atât acustic cât și semnatic, au devenit repere centrale în literatura arabă.    
O caracteristică importantă a operei lui al-Mutanabbi este fără doar și poate capacitatea sa de a transpune în versuri propria personalitate complexă. Emoțiile poetului și mândria sa excesivă explică foarte bine atât stilul său artistic cât și viața tumultuoasă.  Acest fapt, coroborat cariera sa destul de controversată face ca Mutanabbi să fie, alături de Imru’ al-Qais, una din figurile marcante ale poeziei arabe.
O parte din critici au afirmat că opera sa fascinantă este de fapt rezultatul eșecurilor în încercarea de a fi profet:  “amărăciunea sufletului său [...] indică eșecuri și deziluzii... după ce nu a fost capabil să cucerească lumea reală ca un lider profetic, <<subjugarea>>, mult mai reușită, a lumii poeziei a fost o simplă alternativă”.